# Crkva sv. Ante u Kotišini
Crkva sv. Ante, rimokatolička crkva u mjestu Kotišini, Grad Makarska, zaštićeno kulturno dobro.

## Opis dobra
Vrijeme nastanka osobina objekta je od 17. do 20. stoljeća. Današnja crkva sv. Ante Padovanskog građena je na padinama Biokova, pravilno orijentirana, uronjena u čempresovu i borovu šumu. Pred crkvom je poravnat teren i okružena je kamenim međama sa svih strana. Crkva je zidana od bijelog klesanog kamena, a pokrivena dvoslivnim krovom od crvenog crijepa. Jednobrodna, longitudinalna građevina završava pravokutnom apsidom i peterokutnom sakristijom. Duga je 19 a, široka 7,50 metara. Pročelje crkve okrunjeno je zvonikom na preslicu s dva zvona. Glavno pročelje rastvara se polukružnim portalom. Svetište je od glavnog broda odvojeno triumfalnim lukom i podignuto na dvije stepenice. Crkva je opremljena s jednim kamenim oltarom oltara s mramornim dijelovima, koji datira iz 40 tih godina 20. st. Kip sv. Ante Padovanskog na glavnom oltaru te kipovi sv. Ivana Nepomuka i Bezgrešnog Zaćeća lijevo i desno od triumfalnog luka djelo su tirolskih radionica. Nad glavnim ulazom nalazi se drveno pjevalište do kojeg vode decentne zavojite drvene stepenice. Smještajem u prostoru, i dosljednom izvedbom na mjestu porušenih prijašnjih crkava, crkva sv. Ante predstavlja značajan sakralni spomenik makarskog primorja.

## Zaštita
Pod oznakom Z-6649 zavedena je kao nepokretno kulturno dobro - pojedinačno, pravna statusa zaštićena kulturnog dobra, klasificirano kao "sakralna graditeljska baština".